# Maçanet de Cabrenys

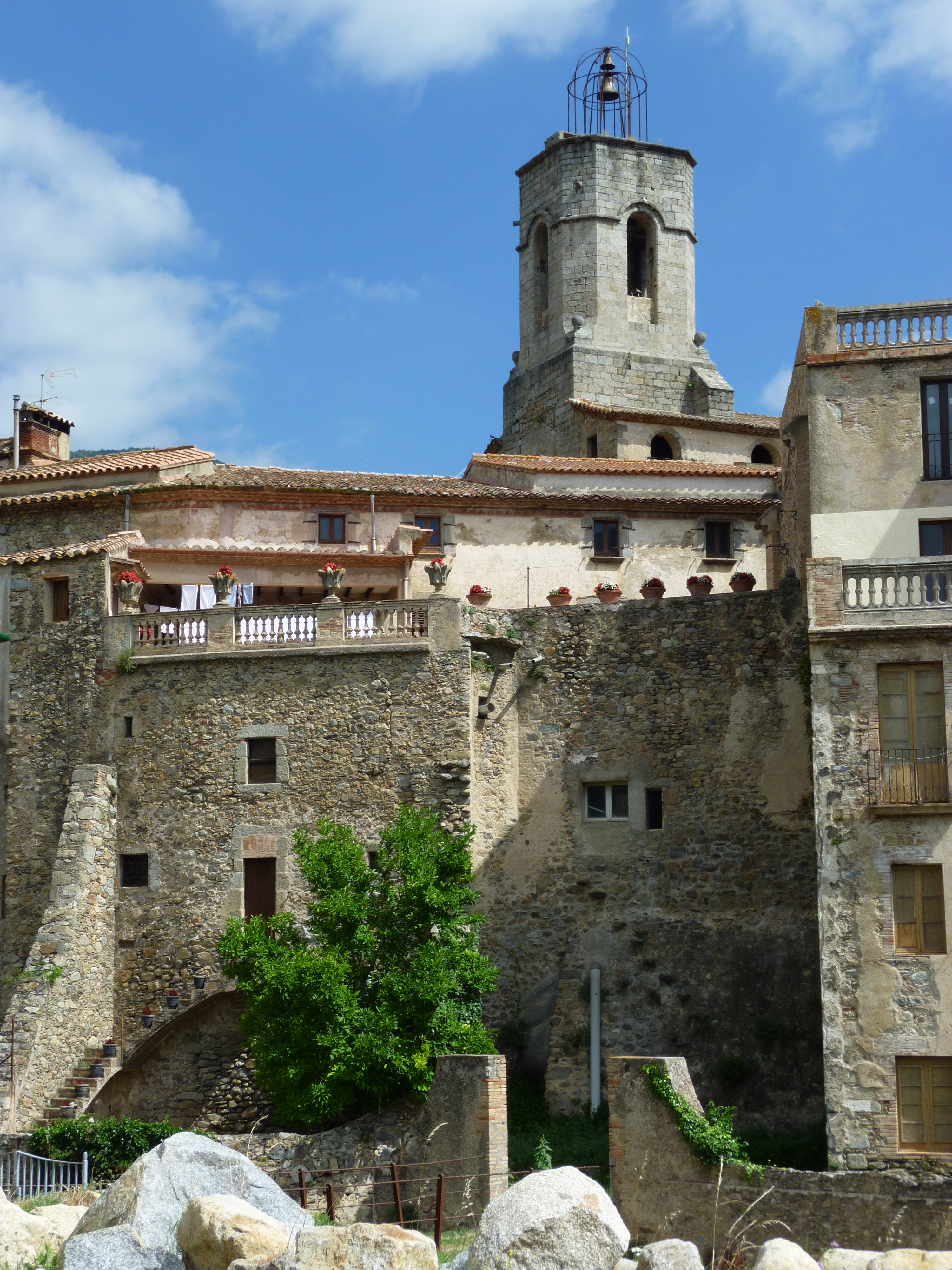

Maçanet de Cabrenys là một đô thị trong comarca Alt Empordà, Girona, Catalonia, Tây Ban Nha.